# Garnet Malley
Pour les articles homonymes, voir Malley.
Garnet Francis Malley, né le 2 novembre 1892 à Mosman et mort le 2 mai 1961 à Vanua Balavu (en), est un aviateur australien.
As de l'Australian Flying Corps (AFC) lors de la Première Guerre mondiale, il est crédité de 6 victoires. Il est décoré de la Croix militaire pour ses actions.
Il sert par la suite dans la Royal Australian Air Force (RAAF) avant de devenir conseiller pour le gouvernement de Tchang Kaï-chek dans les années 1930. Il en profite pour étudier les tactiques japonaises dans le domaine de l'aviation militaire lors de la guerre sino-japonaise et de revenir en Australie en 1940 pour conseiller le gouvernement australien. Son apport est consacré par une Legion of Merit.